# Open economie
Een open economie is een economie waarin er economische interacties plaatsvinden tussen leden van de binnenlandse gemeenschap (zowel natuurlijke personen als bedrijven) en mensen en bedrijven daarbuiten, die zich dus in een ander land bevinden. Een open economie staat in tegenstelling tot een gesloten economie, waar men geen internationale handel en grensoverschrijdende geldstromen zal aantreffen. In de wereld van vandaag de dag zijn alle economieën open. Er bestaat geen zuiver gesloten economie meer.
In een open economie vindt handel in goederen en diensten plaats met andere mensen en bedrijven in de internationale gemeenschap. De handeling van het verkopen van goederen of diensten aan het buitenland noemt men export. De handeling van het kopen van goederen of diensten uit een ander land noemt men import. Export en import gezamenlijk noemt men de internationale handel van een land.
Als complement van deze internationale handel ontstaan er grensoverschrijdende geldstromen ten behoeve van investeringen in andere landen. De handel kan alle soorten van goederen en diensten betreffen. Er zijn echter een aantal uitzonderingen. Spoorwegdiensten binnen een land kunnen bijvoorbeeld niet in een ander land worden geconsumeerd. Elk land dient dus zijn eigen spoorwegdiensten te produceren, mocht daar behoefte aan bestaan.
Er zijn een aantal voordelen voor de burgers van een land met een open economie. Een belangrijk voordeel is dat de burger consumenten bij de aankoop van goederen en diensten uit een veel grotere verscheidenheid aan goederen en diensten kan kiezen. Daarnaast zijn deze goederen en diensten vaak goedkoper. Daarnaast hebben consumenten de mogelijkheid hun spaargeld buiten het eigen land te investeren. Zij beschikken dus over meer investeringsmogelijkheden.
In een open economie hoeven de uitgaven van een land in een bepaald jaar niet gelijk te zijn aan haar output van goederen en diensten. Een land kan in dat bepaalde jaar meer uitgeven dan het produceert door geld uit het buitenland te lenen of het kan ook minder uitgeven dan het produceert en het overschot aan geld uitlenen aan het buitenland.